# カルデーニオ
『カルデーニオ』（The History of Cardenio）は、1613年に国王一座が上演したことで知られる失われた戯曲。1653年9月9日、書籍商ハンフリー・モーズリー（Humphrey Moseley）は書籍出版業組合の記録にこの作品を登録する時、作者をウィリアム・シェイクスピアとジョン・フレッチャーとした。しかしモーズリーはシェイクスピアの名前を虚偽に使って作品を登録したことで知られている人物でもある。
内容はわかっていないが、ミゲル・デ・セルバンテスの『ドン・キホーテ』の登場人物カルデーニオにまつわる事件が描かれていたものと思われる。『ドン・キホーテ』は1612年にトマス・シェルトン（Thomas Shelton）による英訳版が出ているので、作者たちは読むことができた。フレッチャーは後にセルバンテスの作品をベースにした戯曲を数篇書いている。

## ルイス・シオボルドと『二重の欺瞞』
1727年、ルイス・シオボルド（Lewis Theobald）はシェイクスピアが王政復古時代に書いた題名のない3本の原稿を手に入れたと言いだし、それを編集・「改善」して『二重の欺瞞（Double Falshood）』という題名で出版した。

『二重の欺瞞』のストーリーは『ドン・キホーテ』のカルデーニオのエピソードだった。シオボルドが発見したという3つの原稿の行方は知られていない。実際に存在したのかさえ疑問である。シオボルドは興味のある人たちを招待して原稿を見せたことがあると言ったが、それ以後は人に見せるのを避けた。これらの事実からアレキサンダー・ポープら当時の人々ならびに以降の研究者たちは、シオボルドのいうものはシボルド本人が書いたもので、悪ふざけだと結論づけた。

## 大衆文化の中の『カルデーニオ』
- ジャスパー・フォードの『文学刑事サーズデイ・ネクスト2 － さらば、大鴉（Lost in a Good Book）』（2004年）で取り上げられている（第3章「解き放たれた『カーデニオ』」）。
- シェイクスピア研究者スティーヴン・グリーンブラット（Stephen Greenblatt）と劇作家チャールズ・L・ミー（Charles L. Mee）は共同で架空の産物『カルデーニオ』の現代的再生を行い、レス・ウォーターズ演出で2008年5月8日、アメリカン・レパートリー・シアター（American Repertory Theatre）で初演した。